# Herb gminy Barciany
Herb gminy Barciany – jeden z symboli gminy Barciany w postaci herbu. 

## Wygląd i symbolika
Herb przedstawia w polu zielonym topór srebrny o złotym toporzysku między dwoma złotymi kłosami pszenicy. 
Topór w herbie symbolizuje dawne godło Barcian, natomiast złote kosy nawiązują bezpośrednio do tradycji rolniczych gminy.
Historyczny herb Barcian przedstawiał srebrny topór ze złotym styliskiem w polu czerwonym.